# Effet accélérateur
Pour les articles homonymes, voir Accélérateur.
L’effet accélérateur désigne en macroéconomie tout effet d'entraînement par lequel la variation d'une variable macroéconomique (la demande, l'offre, etc.) entraîne une variation plus importante d'une autre variable. Le premier effet accélérateur à avoir été formulé est l'accélérateur d'investissement, mis en évidence par Albert Aftalion en 1909. L'accélérateur d'investissement d'Aftalion est parfois appelé « effet accélérateur ».

## Concept
L'effet accélérateur est un concept de macroéconomie qui renvoie à l'effet d'entraînement entre deux variables, qui est tel que la variation, même faible, de la première variable, fait varier d'une manière plus forte la deuxième. L'effet accélérateur permet une amplification de la variation originelle par une transmission à une autre variable. 

## Histoire
Robert Aftalion met l'effet accélérateur en évidence en 1913 en découvrant l'accélérateur d'investissement. John Maurice Clark le présente ensuite de manière complète et plus rigoureuse sur le plan mathématique en 1917. Ils montrent tous deux que l'investissement et la demande disposent d'un effet d'entraînement réciproque tel que l'augmentation de l'investissement fait augmenter la demande, ce qui fait ensuite augmenter l'offre, et relance la croissance économique. Dans les décennies qui suivent, plusieurs autres types d'accélérateurs sont découverts, comme l'accélérateur financier.

## Modèles d'accélérateur

### Accélérateur d'investissement
Cet accélérateur se fonde sur l'amplification mutuelle entre la demande et l'investissement au niveau macroéconomique.
L'accélérateur d'investissement est le premier effet accélérateur ayant été observé et formalisé. Il est mis en évidence par Albert Aftalion en 1909, et est parfois attribué à John Maurice Clark qui l'a plus rigoureusement énoncé en 1917. 

L'accélérateur peut s'écrire par une formule mathématique, où {\displaystyle Y} est le niveau de production dans l'économie, {\displaystyle v} le coefficient de capital (où {\displaystyle v={K \over Y}}), {\displaystyle I} le niveau d'investissement dans une économie, et {\displaystyle \Delta } la variation d'une quantité. On trouve alors que : {\displaystyle I=v\times \Delta Y}.

### Accélérateur de stocks
L'accélérateur de stocks est un effet accélérateur relatif à la gestion des stocks par les entreprises. Il repose sur l'idée selon laquelle l'entreprise réagit à la conjoncture en faisant varier ses stocks de manière procyclique. Ce modèle a été proposé par Lloyd A. Metzler en 1941 et a trouvé des microfondations dans les années 1980.

### Accélérateur financier
L'accélérateur financier, plus récent, est un effet accélérateur qui se fonde sur l'amplification de fluctuations mineures dans l'activité bancaire qui peuvent se transformer, par le canal du crédit bancaire, en des ondes de choc financières.

## Postérité

### Modèle multiplicateur-accélérateur
L'effet accélérateur a servi de fondement à la macroéconomie moderne. Il a été combiné avec un autre effet, l'effet multiplicateur (notamment, le multiplicateur keynésien), afin d'expliquer comment le jeu d'entraînement entre la demande et l'investissement est amplifié par le multiplicateur. La combinaison de ces deux effets forme le modèle multiplicateur-accélérateur. Ce modèle est parfois appelé oscillateur de Samuelson, et décrit les variations de revenus d'un système économique en fonction des investissements et du progrès technologique,.

## Débats et critiques
L'effet d'accélérateur peut être enrayé si l'environnement macroéconomique n'est pas favorable à un soutien à la demande. Ainsi, dans les pays en voie de développement, l'aide au développement a pu ne pas donner les effets escomptés du fait que les budgets publics n'accordaient qu'une part modeste de leurs ressources aux investissements productifs.
La spécificité de l'investissement public, et plus largement de la dépense publique dans l'effet accélérateur, est débattue.